# Enrique Córdova
Enrique Córdova (* 2. März 1881 in Usulután; † 5. April 1966 in San Salvador) war ein salvadorianischer Politiker und Diplomat.

## Leben
Er besuchte das Colegio de don Daniel Hernández in Santa Tecla und wurde 1905 von der Universidad de El Salvador zum Doktor der Rechte promoviert, der er später als Rektor vorstand.
Von 1906 bis 1907 war er Staatssekretär im Außenministerium in der Regierung von Pedro José Escalón.
Aus den Wahlen im Dezember 1906 ging Fernando Figueroa, der von Pedro José Escalón unterstützt wurde, als dessen Nachfolger im Amt des Präsidenten von El Salvador hervor. Unterlegen war Luis Alonso Baraona, der geistige Ziehvater von Enrique Córdova, 1899 Gründer der Partido Constitucional de El Salvador und bis 1906 im Exil in Honduras.
Nachdem das Kabinett Taft den Sturz von José Santos Zelaya durchgesetzt hatte, warb Enrique Córdova mit Enrique Borja für José Madriz als Präsident von Nicaragua. Dieser wurde am 21. Dezember 1909 vom Parlament gewählt, aber ebenfalls nicht vom Kabinett Taft anerkannt.
Während der Regierung von Manuel Enrique Araujo (1. März 1911 bis 9. Februar 1913) war er ab 18. Juni 1912 Minister Resident und Ministre plénipotentiaire in Mexiko-Stadt.
Vom 17. Oktober 1915 bis 1917 war er in der Regierung von Carlos Meléndez zunächst Staatssekretär im Kriegsministerium, und als Luis Alonso Barahona am 17. Oktober 1915 starb, löste er diesen als Ministro de Guerra y Marina (Marine und Kriegsminister) ab.
1928 war er Mitglied der Comisión Internacional de la Sociedad de las Naciones.
Als 1954 Miguel Castro Ramirez padre, der Vice-Director der Universidad de El Salvador, starb, wurde Enrique Córdova am 10. März 1964 zu dessen Nachfolger als Dekan der Humanwissenschaft gewählt.
Als Francisco Gavidia am 24. September 1955 starb, löste er diesen als Direktor der Academia Salvadoreña de la Lengua, und korrespondierendes Mitglied der Real Academia Española ab.